# شجاعت لسی
شجاعت لسی (انگلیسی: Courage of Lassie) فیلمی در ژانر درام به کارگردانی فرد ام. ویلکاکس است که در سال ۱۹۴۶ منتشر شد.

## بازیگران
- الیزابت تیلور
- فرانک مورگان
- تام دریک
- سلنا رویل
- هری دونپورت
- دیوید هالت
- کارل اسویتسر
- آدیسون ریچاردز
- بیل والاس
- مینور واتسون
- میچل لوئیس
- رابرت اِمِـت اوکانر
- بایرون فولگر